# PareX Parts Exchange
PareX Parts Exchange B.V. is een Nederlands bedrijf dat zich bezighoudt met het ontwikkelen en faciliteren van een virtueel magazijn van auto-onderdelen en aanvullende diensten ter versterking van erkende autodealers van merken als Citroën, Ford, Mazda, Mercedes-Benz, Nissan, Peugeot en Toyota.
Het virtuele magazijn van PareX is een (inter)nationale online verzameling van OEM-onderdelen. Alle aangesloten dealers geven dealers van hetzelfde merk inzicht in hun voorraden. Hierdoor kunnen dealers incourante en oude onderdelen verkopen aan collega dealers van hetzelfde merk. Daarnaast kunnen zij zelf OEM-onderdelen bij andere dealers inkopen. PareX biedt naast het virtuele warenhuis een tiental andere producten die voor dealers en OEM's van nut kunnen zijn. In 2010 stond de teller op ruim 74.000.000 verschillende onderdelen in het virtuele magazijn.
PareX is na OEConnection (een joint venture van Ford, General Motors, Chrysler en Snap-On) de grootste aanbieder ter wereld op dit terrein.
In 2005 heeft de Europese Commissie een case study gepubliceerd over de factoren achter het succes van PareX. In oktober 2009 heeft het Institute of Transport Management PareX de Online Parts Exchange Network Award voor 2010 toegekend.
Het bedrijf werd gevestigd in 1998 (vanaf 2004 onder de naam PareX) en is actief in ruim 40 landen in Europa, Noord-Afrika en het Midden-Oosten bij meer dan 5.200 dealers. PareX is gevestigd op station Hilversum. Daarnaast is PareX onder andere vertegenwoordigd in Duitsland, Denemarken, Letland, Spanje, Rusland en Australië.